# Dąbrowa (Płoskinia)
Dąbrowa est un village polonais de la voïvodie de Varmie-Mazurie, dans le powiat de Braniewo.